# باب الحارة (الجزء الثالث)
 باب الحارة- الجزء الثالث مسلسل سوري تم عرضه في سنة 2008 من إخراج بسام الملا وتأليف مروان قاووق. شهد هذا الجزء بعض التغيير في مسار الأحداث والشخصيات، فقد استبعد الفنان عباس النوري الذي قام بدور أبي عصام في جزئيه الأول والثاني، واستبدال ديمة قندلفت وإيمان عبد العزيز وتاج حيدر وليلى سمور وقيس الشيخ نجيب بكل من إمارات رزق وعزة البحرة ودانة جبر وشكران مرتجى وجهاد عبدو على التوالي. فضلاً عن مشاركة نجوم المسلسل في جزئيه الأول والثاني وهم سامر المصري وصباح الجزائري وميلاد يوسف ووائل شرف وغيرهم. أضيفت في هذا الجزء شخصيات جديدة مثل أبو عرب (أيمن رضا) وحمدي (أندريه سكاف) والمختار أبو صياح (صالح الحايك) وأبو علي (مؤيد الملا) وغيرهم.

## الممثلون
- سامر المصري، العقيد أبو شهاب
- صباح الجزائري، سعاد أم عصام
- ميلاد يوسف، عصام
- وائل شرف، معتز
- وفيق الزعيم، أبو حاتم
- حسن دكاك، أبو بشير
- علي كريم ، العقيد أبو النار
- أيمن رضا، العقيد أبو عرب
- نزار أبو حجر، أبو غالب
- وفاء موصللي، فريال
- أندريه سكاف، حمدي
- سليم كلاس، أبو خاطر
- زهير رمضان، أبو جودت
- محمد الشماط، أبو مرزوق
- صالح الحايك، المختار أبو صياح
- مؤيد الملا، أبو علي
- عاصم حواط، صبحي أبو عناد
- أيمن بهنسي، أبو كاسم
- عادل علي، الشيخ عبد العليم
- هيثم جبر، أبو الحكم
- جهاد عبده، رياض
- محمد خير الجراح، أبو بدر
- شكران مرتجى، فوزية
- محمد قنوع، سعيد
- أمية ملص، بوران
- هدى شعراوي، الداية أم زكي
- جرجس جبارة، الحارس أبو فارس
- سحر فوزي، شهيرة أم بشير
- صباح بركات، أم حاتم
- أدهم الملا، أبو محمود
- محمد رافع، إبراهيم
- فادي الشامي، سمعو
- هاني شاهين، العريف نوري
- علاء الزعبي، خاطر
- رائد مشرف، مسلم
- أسامة حلال، بشير
- براء الزعيم، الحكيم حمزة
- ليليا الأطرش، لطفية
- أناهيد فياض، دلال
- رشا التقي، هدى
- فدوى محسن، أم إبراهيم
- إمارات رزق، خيرية
- ديمة الجندي، زهرى
- عزة البحرة، أم خاطر
- محمد خرماشو، أبو حسن
- عصام عبه جي، أبو إبراهيم
- خليل حداد، أبو طوني
- رياض وردياني، أبو النور
- رواد عليو، حميدة
- جومانا مراد، شريفة
- لمى إبراهيم، أفتكار
- علي التلاوي، أبو عادل
- أحمد خليفة، أبو أحمد
- عدنان أبو الشامات، أبو ديبو
- سمير الشماط، فتحي